# فرودگاه یاکوبو گوون
فرودگاه یاکوبو گوون  (به انگلیسی: Yakubu Gowon Airport)  یک فرودگاه همگانی  با کد یاتا JOS است که یک باند فرود آسفالت دارد و طول باند آن ۳۰۰۰ متر است. این فرودگاه در  کشور نیجریه قرار دارد و در ارتفاع ۱۲۹۰ متری از سطح دریا واقع شده است.